# Зиплингенбург
Зиплингенбург (њем. Süpplingenburg) општина је у њемачкој савезној држави Доња Саксонија. Једно је од 26 општинских средишта округа Хелмштет. Према процјени из 2010. у општини је живјело 674 становника. Посједује регионалну шифру (AGS) 3154022.

## Географски и демографски подаци
Зиплингенбург се налази у савезној држави Доња Саксонија у округу Хелмштет. Општина се налази на надморској висини од 114 метара. Површина општине износи 14,3 km². У самом мјесту је, према процјени из 2010. године, живјело 674 становника. Просјечна густина становништва износи 47 становника/km².